# لاندغفان (أنغلزي)
لاندغفان (بالإنجليزية: Llandegfan)‏ هي قرية تقع في المملكة المتحدة في ويلز.